# Diócesis de Surigao
La diócesis de Surigao (en latín: Dioecesis Surigensis, en inglés: Roman Catholic Diocese of Surigao y en cebuano: Diyosesis sa Surigao) es una circunscripción eclesiástica de la Iglesia católica en Filipinas. Se trata de una diócesis latina, sufragánea de la arquidiócesis de Cagayán de Oro. Desde el 21 de abril de 2001 su obispo es Antonieto Dumagan Cabajog.

## Territorio y organización
La diócesis tiene 3739 km² y extiende su jurisdicción sobre los fieles católicos de rito latino residentes en la provincia de Surigao del Norte en la región de Caraga.
La sede de la diócesis se encuentra en la ciudad de Surigao, en donde se halla la Catedral de San Nicolás de Tolentino.
En 2020 en la diócesis existían 32 parroquias.

## Historia
La diócesis fue erigida el 3 de junio de 1939 con la bula Quo dominici gregis del papa Pío XII, obteniendo el territorio de la diócesis de Cagayán de Oro (hoy arquidiócesis).
Originalmente sufragánea de la arquidiócesis de Cebú, el 29 de junio de 1951 pasó a formar parte de la provincia eclesiástica de la arquidiócesis de Cagayán de Oro.
El 20 de marzo de 1967 cedió una porción de su territorio para la erección de la diócesis de Butuán mediante la bula Eodem officio fungentes del papa Pablo VI.
El 9 de diciembre de 1978 cedió otra porción de su territorio para la erección de la diócesis de Tandag mediante la bula Quo plenius del papa Juan Pablo II.

## Estadísticas
Según el Anuario Pontificio 2021 la diócesis tenía a fines de 2020 un total de 454 380 fieles bautizados.
| Año                                                                             | Población            | Población | Población      | Sacerdotes | Sacerdotes    | Sacerdotes    | Bautizados por sacerdote | Diáconos permanentes | Religiosos | Religiosos | Parroquias |
| Año                                                                             | Bautizados católicos | Total     | % de católicos | Total      | Clero secular | Clero regular | Bautizados por sacerdote | Diáconos permanentes | Varones    | Mujeres    | Parroquias |
| ------------------------------------------------------------------------------- | -------------------- | --------- | -------------- | ---------- | ------------- | ------------- | ------------------------ | -------------------- | ---------- | ---------- | ---------- |
| 1950                                                                            | 340 000              | 391 400   | 86.9           | 53         | 3             | 50            | 6415                     |                      | 50         | 25         | 29         |
| 1970                                                                            | 392 000              | 462 554   | 84.7           | 42         | 13            | 29            | 9333                     |                      | 30         | 29         | 30         |
| 1980                                                                            | 293 540              | 378 370   | 77.6           | 24         | 3             | 21            | 12 230                   |                      | 31         | 12         | 30         |
| 1990                                                                            | 363 000              | 443 616   | 81.8           | 37         | 12            | 25            | 9810                     |                      | 40         | 47         | 35         |
| 1999                                                                            | 412 860              | 515 608   | 80.1           | 64         | 31            | 33            | 6450                     |                      | 33         | 39         | 30         |
| 2000                                                                            | 421 480              | 524 920   | 80.3           | 69         | 34            | 35            | 6108                     |                      | 35         | 37         | 30         |
| 2001                                                                            | 482 160              | 597 000   | 80.8           | 63         | 33            | 30            | 7653                     |                      | 30         | 39         | 30         |
| 2002                                                                            | 409 203              | 481 416   | 85.0           | 47         | 23            | 24            | 8706                     |                      | 24         | 33         | 28         |
| 2003                                                                            | 409 203              | 481 416   | 85.0           | 43         | 21            | 22            | 9516                     |                      | 22         | 33         | 28         |
| 2004                                                                            | 414 608              | 529 666   | 78.3           | 44         | 22            | 22            | 9422                     |                      | 22         | 28         | 31         |
| 2010                                                                            | 564 000              | 601 000   | 93.8           | 56         | 33            | 23            | 10 071                   |                      | 23         | 31         | 29         |
| 2014                                                                            | 607 000              | 647 000   | 93.8           | 54         | 32            | 22            | 11 240                   |                      | 22         | 34         | 32         |
| 2017                                                                            | 416 254              | 511 171   | 81.4           | 50         | 32            | 18            | 8325                     |                      | 20         | 36         | 32         |
| 2020                                                                            | 454 380              | 548 200   | 82.9           | 60         | 41            | 19            | 7573                     |                      | 20         | 34         | 32         |
| Fuente: Catholic-Hierarchy, que a su vez toma los datos del Anuario Pontificio. |                      |           |                |            |               |               |                          |                      |            |            |            |

## Episcopologio
- Johannes Christianus Vrakking, M.S.C. † (25 de mayo de 1940-12 de diciembre de 1953 renunció[nota 1])
- Charles Van den Ouwelant, M.S.C. † (23 de marzo de 1955-10 de enero de 1973 renunció)
- Miguel Clarete Cinches, S.V.D. † (10 de enero de 1973-21 de abril de 2001 renunció)
- Antonieto Dumagan Cabajog, desde el 21 de abril de 2001